# Četrtna skupnost Šmarna gora
Četrtna skupnost Šmarna gora je ožja enota Mestne občine Ljubljana in zajema najbolj severne predele Ljubljane in MOL, (nekdanja) naselja na levem bregu Save, pod vznožjem Šmarne gore in Rašice (Tacen, Šmartno, Gameljne, Rašica) Najvišji vrhovi v ČS so: Grmada 676 m, Šmarna gora 669 m, Vrh Staneta Kosca 647 m, kota Rašiškega hriba (Veliki vrh) 568 m in druga kota (Mali vrh) 483 m, vrh Privolje (del Ljubljanskega gozda) 470 m, Rašiški hrib 392 m.
Četrtna skupnost Šmarna gora meri 1443 ha in ima 4965 prebivalcev (2020), kar je najmanj med vsemi ljubljanskimi ČS, saj obsega severovzhodno podeželsko obrobje. 
Dan četrtne skupnosti je 5. maj - začetek delovanja OŠ, ki je najpomembnejša ustanova v Četrtni skupnosti Šmarna gora. 
Leta 1865 je bila v Šmartnem zgrajena ljudska šola na lokaciji današnje pošte. Med potresom 1895 je bila poškodovana. Aprila leta 1898 se je začela gradnja nove dvorazrednice kot predhodnice današnje stavbe. Leta 1921 se je šola razširila v štirirazrednico, leta 1933/34 postane višja narodna šola (petrazredna), leta 1937/38 pa šestrazredna ljudska šola. Po vojni leta 1946/47 je bila štirirazredna osnovna in dvorazredna višja osnovna šola in leta 1947/48 sedemletna osnovna šola. Leta 1950/51 postane štirirazredna osnovna šola in štirirazredna nižja gimnazija. Leta 1958/59 je še zadnjič preoblikovana v osemletno osnovno šolo poimenovano po narodnem heroju Stanetu Koscu. Skladno z razvojem šole, se je obnavljala in dograjevala tudi zgradba šole.

## Splošni podatki
Četrtna skupnost Šmarna Gora je po prebivalstvu najmanjša izmed sedemnajstih četrtnih skupnosti MOL ter po površini meri 1448 ha. V četrtni skupnosti živi 4756 prebivalcev, od tega 2357 moških in 2399 žensk (podatki 1. januar 2012). Sedež skupnosti je na Pločanski 8.

## Naselja, predeli četrtne skupnosti
Četrtno skupnost sestavljajo samostojna naselja:
- Zgornje Gameljne
- Srednje Gameljne
- Spodnje Gameljne in
- Rašica
- ter nekdanja naselja, današnji predeli Ljubljane: 
  - Šmartno pod Šmarno goro in
  - Tacen.

## Zgodovina
Iz starega veka so našli na Rašici ob potoku neolitsko kremenovo puščico, na vrhu Rašice pa tudi ostanki časovno neopredeljenih utrdb.
Skozi današnje vasi Spodnje Gameljne in Rašica je bila v rimskih časih speljana cesta iz Ljubljane (Emone) prek postaje Savlje (Savus fluvius), čez Savo v Spodnje Gameljne in naprej preko Rašice, Dobena, Mengša (Mansio) v Groblje (ad XIIII lapides). V Šmartnem so na mestu današnjega pokopališča odkrili rimskodobne grobove, v Grobljici (med Tacnom in Šmartnom) je bil izkopan bronast novec Marka Avrelija, v Zgornjih Gameljnah so leta 1889 odkrili grob z otroškim in odraslim skeletom s pridatki, ob cesti Gameljne-Črnuče so v gozdu našli gomile in rimske grobove. Na južni strani cerkve sv. Lenarta je rimski nagrobnik na katerem je napis, ki kaže na fužinarstvo v teh krajih.
Na ozemlju četrtne skupnosti so imela v času fevdalizma posest tri gospostva: Goričane, Smlednik in Rocen, ki je imel tukaj svoj sedež - grad in pristavo. Valvasor je zapisal: Grad Ruzing ali Rocen, kakor mu pravijo v kranjski govorici, prištevajo k Gorenjski; je miljo oddaljen od Ljubljane in stoji pod visokim hribom Šmarno goro, ki ga latinsko imenujejo Montem Cetium. Lastniki so se od leta 1535 pogosto menjavali od Lambergov, Gallov, Erazma Raspa, Mosconovih, in drugih, do Lazarinijev, ki so ga leta 1867 prodali stotniku Janezu Juriju Winklerju. Lastniki so se še menjavali. 13. marca 1930 ga je kupila Slovenska frančiškanska provinca sv. Križa, ki je tu ustanovila rezidenco, kjer je bil najprej klerikat za gimnazijce, potem počitniški dom za klerike. Po drugi svetovni vojni je bilo posestvo nacionalizirano, od leta 1953 je bila v njem različne šole (podoficirska, miličniška, sedaj pa Policijska akademija).
Vas Šmartno je v virih omenjena leta 1118 posredno z omembo cerkve sv. Martina, leta 1260 se omenjajo Gameljne (Gemlein) in Rašica (Wrenschitz), Rašica je v 17. in 18. stoletju zapisana tudi kot: Ranshiz, Vershiza, Jerashiza. Tacen se v virih omenja kot Taezzen an der Sawe že 21. junija 1283. Več srednjeveški listin obstoja, ki govorijo o prodaji zemljišč in drugih dovoljenih, davkih in podobnem. Ohranjeni urbarji in terezijanski kataster (1747) nam odkrivajo številna zemljiška gospostva, ki so si oblastno podrejala kmete v okolišu današnje četrtne skupnosti.

## Gospodarstvo
V Tacnu je bilo sodarstvo poznano že v 18. stoletju in se do pred prve svetovne vojne zelo razširilo. 14. marca 1909 je bila ustanovljena Sodarska zadruga Tacen, ki danes ne obratuje več.
Od leta 1929 je v Tacnu delovala Seunigova tovarna čevljarskih potrebščin Seta, od 1958 tovarna kovinskega okovja Kot, ki je leta 1996 prenehala z delom. Na njenem mestu je danes več delovnih organizacij in trgovina.
Leta 1947 je bila ustanovljena Čipkarska industrija v Tacnu, ki so jo leta 1952 preselili v Zgornje Gameljne, kjer se je preimenovala v Rašica, tovarna pletenin. Nekaj let je bila zelo uspešna, imela je več obratov v drugih krajih Slovenije. Od leta 2013 ne obratuje več. Sicer je na območju četrtne skupnosti več malih podjetnikov in storitvena dejavnost. Uspešno je Turistično društvo Šmarna gora, tukaj delujejo Prostovoljna gasilska društva (Rašica, Tacen, Gameljne) in dve Ribiški družini (Medvode, Straža-Sava) ter Planinsko društvo Šmarna gora.